# Chelostoma aureocinctum
Chelostoma aureocinctum là một loài Hymenoptera trong họ Megachilidae. Loài này được Bingham mô tả khoa học năm 1897.